# Риш (нос)
Носът Риш (на английски: Rish Point) е свободен от лед морски нос в източния край на Южните брегове на полуостров Байърс, остров Ливингстън, вдаващ се 300 м в протока Брансфийлд.
Разположен е на 2,37 км северозападно от нос Амадок, 1,2 км югозападно от нунатак Кларк и 1,2 км североизточно от скали Стакпоул.
Районът е посещаван от ловци на тюлени през 19 век.
Координатите му са: 62°40′21″ ю. ш. 60°55′55″ з. д. / 62.6725° ю. ш. 60.931944° з. д..
Наименуван е на селището Риш в Източна България. Името е официално дадено на 15 декември 2006 г.
Британско картографиране от 1968 г., испанско от 1992 г., българско от 2005 г. и 2009 г.

## Карти
- L.L. Ivanov et al, Antarctica: Livingston Island, South Shetland Islands (from English Strait to Morton Strait, with illustrations and ice-cover distribution), 1:100000 scale topographic map, Antarctic Place-names Commission of Bulgaria, Sofia, 2005
- Л. Иванов. Антарктика: Остров Ливингстън и острови Гринуич, Робърт, Сноу и Смит. Топографска карта в мащаб 1:120000. Троян: Фондация Манфред Вьорнер, 2009. ISBN 978-954-92032-4-0
- Л. Иванов. Карта на остров Ливингстън. В: Иванов, Л. и Н. Иванова. Антарктика: Природа, история, усвояване, географски имена и българско участие. София: Фондация Манфред Вьорнер, 2014. с. 18-19. ISBN 978-619-90008-1-6